# Pittosporum tanianum
Espèce
Statut de conservation UICN

 CR B1ab(iii,v)+2ab(iii,v); C2a(i); D : 
En danger critique
Pittosporum tanianum est une espèce de plantes à fleurs de la famille des Pittosporaceae. Elle est endémique de l'île Léprédour en Nouvelle-Calédonie. Son habitat naturel est les forêts tempérées. Elle est menacée par la perte de son habitat. Cette espèce est très rare.

## Histoire
Pittosporum tanianum a été découverte en Nouvelle-Calédonie en 1989. En 1997, elle fut déclarée éteinte par l'UICN avant d'être retrouvée en 2002 avec une population de trois individus seulement. En 2015, elle en comptait deux. Depuis, l'espèce a été multipliée en pépinière à des fins de préservation, principalement par bouture car sa germination est complexe.

## Philatélie
Cette espèce figure sur un timbre de l'OPT de 2015 dessiné par Jean-Paul Véret-Lemarinier d'après une photo du botaniste Bernard Suprin.